# Zlín Z-50
Zlín Z-50 – współczesny jednosilnikowy samolot akrobacyjny produkowany w Czechosłowacji oraz w Czechach.

## Historia konstrukcji
Jesienią 1973 roku postanowiono w fabryce Moravan Otrokovice zbudować nowy samolot akrobacyjny. Grupa konstruktorów kierowana przez Jana Mikulę przystąpiła do prac nad projektem Zlín Z-50. Obecnie często na samolot ten mówi się „pięćdziesiątka”. W trakcie realizacji projektu korzystano z programów komputerowych w celu poprawienia własności aerodynamicznych samolotu. Głównym problemem było dobranie odpowiedniego silnika, ponieważ w Czechosłowacji nie produkowano silników o odpowiednich parametrach. Dlatego też sięgnięto po silnik zagraniczny. Wybór padł na amerykański silnik Lycoming AIO-540 D4B5 o mocy 260 KM (191 kW) i trójpłatowe śmigło firmy Hartzell.
Kolejnym celem była maksymalna redukcja masy płatowca. W tym celu zastosowano mocowanie skrzydeł bezpośrednio do ramy kadłuba, co charakteryzuje się małą masą i dużą żywotnością. Podwozie zostało wykonane z tytanu, a kadłub z cienkiej blachy i kryty płótnem.

Zbiornik paliwa mieści zaledwie 60 litrów paliwa, co jest jednak wystarczające na wykonanie akrobacji. W celu dokonania dłuższego lotu należy zamontować dodatkowe zbiorniki paliwa montowane na końcówkach skrzydeł.
Pierwszy lot odbył się 18 lipca 1975 roku. Próby w locie wykazały, że wszystkie założenia zostały spełnione i samolot wszedł do produkcji. Wersja podstawowa samolotu nosiła nazwę Zlín Z-50L. Samolot ten został dopuszczony przez FAA do wykonywania akrobacji w zakresie przeciążeń +9G do -6G.
W 1981 roku zainstalowano w Z-50 nowy mocniejszy silnik Textron Lycoming AEIO-540 L1B5D o mocy 300KM. Wersję tę oznaczono Zlín Z-50LS. Wersja ta została dopuszczona do akrobacji w zakresie przeciążeń +8G do -6G.

W 1991 zmodyfikowano kształt skrzydeł, zamontowano dodatkowe zbiorniki paliwa oraz mocną wytwornice dymu dzięki czemu powstała wersja Z-50 LX. Cztery samoloty tej wersji były używane przez ekipę Red Bulla „Flying Bulls Aerobatics Team”.

## Opis konstrukcji
Konstrukcja: metalowa, półskorupowa, kadłub wykonany ze stali pokryty lekkimi stopami i tkaniną
skrzydła wykonane z kompozytów węglowych pokrytych włóknem szklanym; podwozie stałe z kółkiem tylnym.
Napęd: silnik Lycoming AIO-540D4B5 o mocy 260KM w wersji Z50L

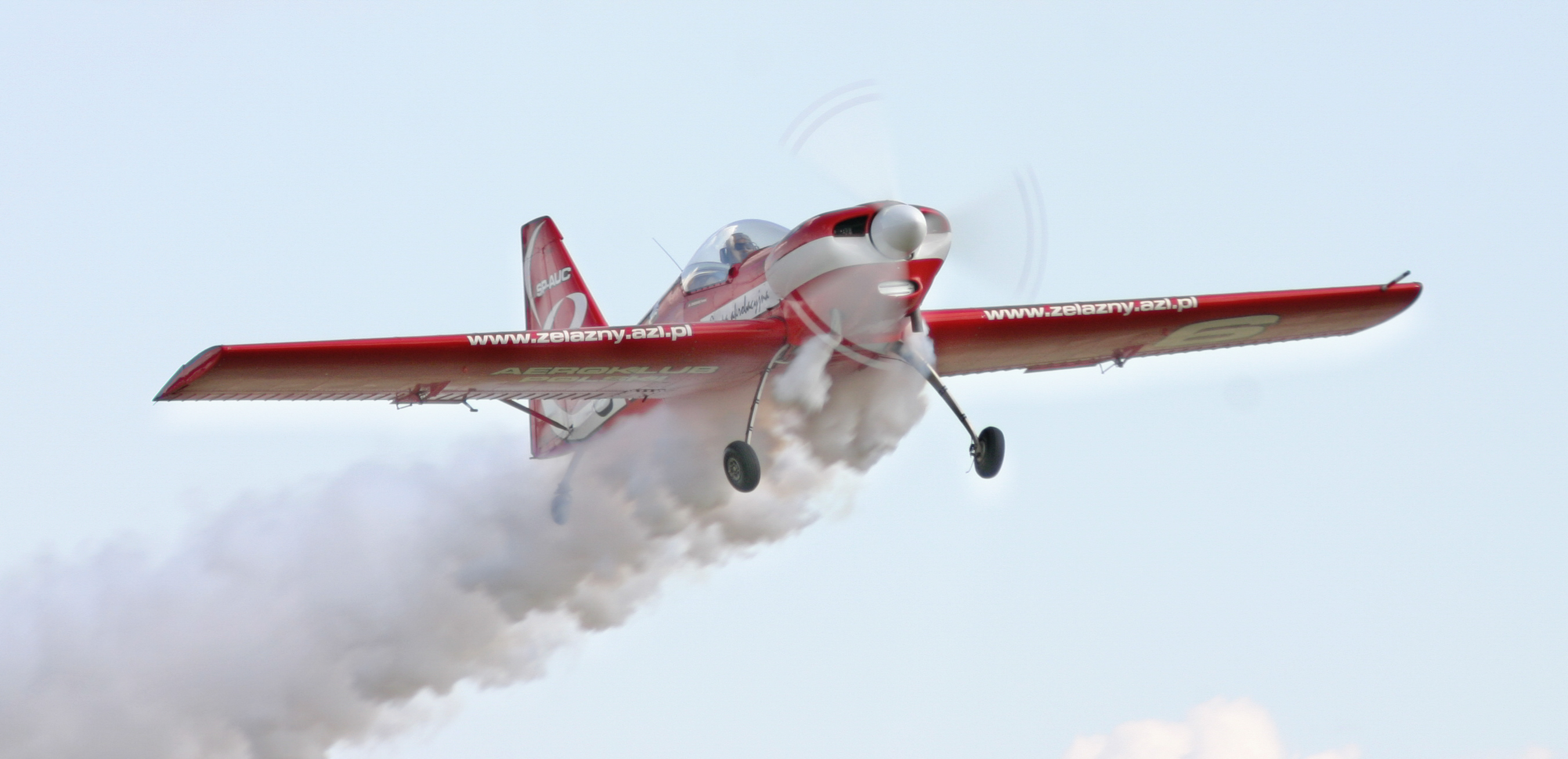
Samolot Zlín-50 grupy AZL Żelazny pilotowany przez płk. Wojciecha Krupę podczas pokazów lotniczych w Góraszce w 2007

(wersja Z50LS/LX – Lycoming AEIO-540 o mocy 300 KM)